# UTC Open
L'UTC Open è stato un torneo professionistico di tennis giocato su campi in terra rossa. Faceva parte dell'ATP Challenger Series. Si giocava annualmente a Čerkasy in Ucraina.

## Albo d'oro

### Singolare
| Anno | Campione         | Finalista        | Punteggio   |
| ---- | ---------------- | ---------------- | ----------- |
| 2007 | Boris Pašanski   | Santiago Ventura | 7–5, 7–6(7) |
| 2008 | Olivier Patience | Denis Istomin    | 6–2, 6–0    |

### Doppio
| Anno | Campioni                                 | Finalisti                         | Punteggio   |
| ---- | ---------------------------------------- | --------------------------------- | ----------- |
| 2007 | Daniel Muñoz de la Nava Santiago Ventura | Serhij Bubka Aleksandr Kudrjavcev | 6–2, 7–6(4) |
| 2008 | Michail Elgin Alexandre Krasnoroutsky    | Serhij Bubka Serhij Stachovs'kyj  | 6–4, 7–5    |